# Tadeusz Cuch
Tadeusz Cuch (ur. 17 lutego 1945 w Starym Bazanowie) – polski lekkoatleta, sprinter. Olimpijczyk z Monachium. 
Wielokrotny medalista mistrzostw Polski w biegu na 100 i 200 metrów oraz w sztafecie 4 x 100. Trzykrotny medalista mistrzostw Europy juniorów, które w 1964 odbyły się w Warszawie (złoto w sztafecie 4x100, srebro w sztafecie 400-300-200-100 oraz brąz na 100 metrów).
Absolwent warszawskiej AWF. Po zakończeniu trener – także kadry narodowej.
W 2019 odznaczony Krzyżem Kawalerskim Orderu Odrodzenia Polski za wybitne zasługi w działalności na rzecz rozwoju i upowszechniania sportu.

## Sukcesy
- Mistrzostw Europy w Atenach – 4 miejsce w sztafecie 4 × 100 .
- Mistrzostwa Europy w Helsinkach – 2 miejsce w sztafecie 4 × 100 m
- Szósty zawodnik Igrzysk Olimpijskich w Monachium w sztafecie 4 × 100 m. W biegu na 100 m odpadł w eliminacjach.
- Rekord Europy w sztafecie 4 × 200 m (1970, Mediolan)

Rekordy życiowe:
- na 100 m – 10,49 (17.06.1973, Warszawa)
- na 200 m – 21,10 (20.06.1970, Warszawa).